# Chandrashekhar Khare
Chandrashekhar Bhalchandra Khare (Bombay, India; 1967) es un profesor de matemáticas en la Universidad de California en Los Ángeles. Es más conocido por resolver, en colaboración con Jean-Pierre Wintenberger, la conjetura de Serre, un paso crítico hacia la solución del último teorema de Fermat, en julio de 2007, una conferencia de dos semanas en la Facultad de ciencias de Luminy, Marsella, Francia, al que asistieron la mayoría de los especialistas mundiales en este campo, se refería exclusivamente a su prueba innovadora. Ese mismo año recibió el Premio Fermat.

## Biografía
Obtuvo su BA (1989) y MA (1996) de la Universidad de Cambridge y el doctorado (1995) en el Instituto de Tecnología de California.
Después de recibir su doctorado, regresó a Bombay al Instituto de Investigación Fundamental Tata permaneció allí durante nueve años, convirtiéndose en miembro en 1996 y profesor asociado en 2001. En 1999, fue nombrado Joven Científico del Año por la Academia de Ciencias de la India. Durante los últimos tres años en TIFR, también ha mantenido un nombramiento como profesor asociado de matemáticas en la Universidad de Utah, un cargo que ocupó hasta su traslado a la UCLA en 2007. Ha sido un residente permanente de EE. UU. desde 2007.